# Мінчо Кондарев
Мінчо Ко́ндарев (болг. Минчо Кондарев; 15 жовтня 1903, Верени — 1997) — болгарський вчений в області виноградарства. Доктор сільськогосподарських наук, професор з 1952 року, член-кореспондент Болгарської академії наук з 1962 року.

## Біографія
Народився 15 жовтня 1903 року в селі Веренах (тепер Старозагорської області Болгарії). 1929 року в Софії здобув вищу агрономічну освіту. Член Болгарської комуністичної партії з 1944 року. У 1941—1952 роках — на виробничій, науковій та викладацькій роботі в Міністерстві землеробства Болгарії і в Вищому сільськогосподарському інституті імені В. Коларова (Пловдив). У 1953—1962 роках — заступник ректора, а з 1962 року — ректор цього інституту.
Помер у 1997 році.

## Праці
Автор понад 250 наукових, науково-популярних і популярних робіт в області виноградарства. Основні праці:
- «Ампелографія» (у співавторстві);
- «Виноградарство» (у співавторстві);
- «Болгарська ампелографія» (у співавторстві);
- «Визначення часу обприскування виноградних лоз проти пероноспорозу»;
- «Вплив порізки на кількість і якість винограду» (у співавторстві).

## Відзнаки
- Заслужений діяч науки Болгарії;
- Двічі лауреат Димитровської премії (1952, 1962);
- Герой Соціалістичної Праці Болгарії (з 1983 року);
- Нагороджений орденом «9 вересня 1944», орденом «Народна Республіка Болгарія», орденом «Кирило і Мефодій».